# Henri Albert Hartmann
Henri Albert Hartmann (Paris, 16 juin 1860 - Paris, 1er janvier 1952) est un chirurgien français. Il a écrit de nombreux articles sur une grande variété de sujets, allant des blessures de guerre aux luxations de l'épaule en passant par le cancer gastro-intestinal. Hartmann est surtout connu pour l'opération de Hartmann, une colectomie en deux étapes qu'il a conçue pour le cancer du côlon et la diverticulite.

## Hartmann Day
Institué en 2021 pour marquer le centenaire de la publication de l'opération, le Hartmann Day a lieu le 16 Juin, date de naissance du chirurgien.
Cette initiative a pour but de se remémorer le créateur de cette intervention qui a permis de sauver la vie de nombreux patients, ainsi que les personnes impliquées dans la prise en charge et le soutien de ces patients.